# ثلاثة مسيح (فلم)
ثلاثة مسيح (بالإنجليزية: The Three Christs of Ypsilanti) (يعرف أيضاً بعنوان: الحالة الذهنية State of Mind) فيلم دراما أمريكي لعام 2017  من إخراج جون أفنيت الذي شارك في إنتاجه، وفي كتابته، استنادًا إلى كتاب ميلتون روكيتش المبني على أحداث واقعية «ثلاثة مسيح من يبسيلانتي The Three Christs of Ypsilanti». الفيلم من بطولة ريتشارد جير وبيتر دينكلاج ووالتون جوجينز وبرادلي ويتفورد وشارلوت هوب وكيفين بولاك وجوليانا مارجوليس.
عرض الفيلم في قسم العروض التقديمية «جالا» في مهرجان تورنتو السينمائي الدولي 2017. يُعرف الفيلم أيضًا باسم «ثلاثة مسيح من يبسيلانتي».

## طاقم التمثيل
ريتشارد جير: في دور الدكتور آلان ستون
جوليانا مارجوليس: في دور روث ستون
بيتر دينكلاج: في دور جوزيف كاسيل
والتون جوجينز: في دور ليون جابور
برادلي ويتفورد: في دور كلايد بنسون
كيفن بولاك: في دور دكتور إلدريش أوربوس
شارلوت هوب: في دور بيكي هندرسون
ستيفن روت: في دور دكتور بيل روجرز
جين الكسندر: في دور دكتور ابرامز
جيمس مونرو إجلهارت: في دور بيني
جوليان أكوستا: في دور دكتور فرانسيسكو
داني ديفيراري: في دور نيل
كريس بانو: في دور لويس
كاثرين لي سكوت: في دور فيكتوريا روجرز
كريستينا شيرير: في دور كارولين
نانسي روبينيت: في دور السيدة جابور
ريبلي سوبو: في دور مولي ستون

## أحداث الفيلم
يبدأ الطبيب النفسي الدكتور آلان ستون (ريتشارد جير) بالعمل في مستشفى مدينة يبسيلانتي للأمراض النفسية عام 1959، بعد أن استدرجه الدكتور بيل روجرز (ستيفن روت) للعمل بعيدًا عن مهنته في الأوساط الأكاديمية. يعيش الدكتور ستون مع زوجته روث ستون (جوليانا مارجوليس) حياة سعيدة، بينما يعمل على حالات مرضى «أوهام الفصام» بطريقة أكثر إنسانية، ويأمل في الابتعاد عن الطرق المتبعة وقتها في العلاج مثل جراحات الفص الجبهي، والحقن بالأنسولين لإحداث الغيبوبة، وعقاقير التهدئة الأخرى، والعلاج بالصدمات الكهربائية.
يواجه الدكتور ستون مريض نفسي يدعى أنه «المسيح» ثم مريض آخر، ثم ثالث يدعي نفس الإدعاء. يقرر الدكتور ستون إجراء دراسة بحثية عن مرضى الفصام المصابون بجنون العظمة الذين يعتقدون أنهم حقًا يسوع المسيح، على الرغم من خلفيته ومعتقداته غير الدينية. من خلال تلقي الموافقة المترددة والمتشككة إلى حد ما من مدير المستشفى الدكتور إلدريش أوربوس، يمكنه جمع وإيواء الثلاثة مرضى: جوزيف كاسيل (بيتر دينكلاج)، وكلايد بنسون (برادلي ويتفورد)، وليون جابور (والتون جوجينز)، حيث كل منهم يُظهر إيمانه بطريقة مختلفة تمامًا عن الاثنين الآخرين، في جناح منفصل بعيدًا عن عموم المرضى، على أساس أنهم مرضاه تحت رعايته المباشرة، مع عدم وجود أي شخص آخر مصرح له بإجراء أي علاج، خاصةً استخدام الصدمات الكهربائية، دون موافقته. بالإضافة إلى تعامل الدكتور ستون مع الرجال الثلاثة المختلفين تمامًا في الحاجة إلى رؤيتهم فرديًا وجماعيًا. تتأثر الدراسة البحثية بوجود المساعد الشابة بيكي هندرسون (شارلوت هوب)، التي قبلت الوظيفة لدوافع خفية.
تنشأ صراعات مستمرة بين الدكتور ستون والدكتور إلدريش أوربوس (كيفن بولاك)، الذي لا يريد أن يكون له علاقة بالدراسة حيث أنها لا تحقق أي دعاية إيجابية للمستشفى وبالتالي له هو أيضاً.
تتوالى الأحداث ويبدأ المرضى في التجاوب والتحسن، ولكن تحدث تدخلات تؤدي إلى مصرع إحدى حالات الدكتور ستون مما يؤدي إلى فصله عن العمل.

## الإنتاج والإصدار
بدأ تصوير فيلم «ثلاثة مسيح» في نيويورك في صيف 2016، وتضمن ثلاثة مشاهد قصيرة، تم تصويرها في وسط مدينة إبسيلانتي.
عرض الفيلم لأول مرة عالميًا في قسم عروض «جالا» في مهرجان تورنتو السينمائي الدولي في 12 سبتمبر 2017. وصدر إلى دور العرض الأمريكية 10 يناير 2020. 
أصدرت الفيلم شركة (IFC) على منصة (VOD) في 10 يناير 2020، كما أصدرته شركة «شاوت فاكتوري Shout Factory» في 16 يونيو 2020.

## استقبال الفيلم
منح موقع «الطماطم الفاسدة» الفيلم تقييماً مقداره 43% بناءاً على آراء 46 ناقداً سينمائياً، وكتب إجماع نقاد الموقع: «يبعد الفيلم عن الفوضى غير المقدسة، ولكن هذه الدراما القائمة على الحقائق تتخلى عن طاقمها الموهوب من خلال معالجة سهلة مخيبة للآمال لموضوعات مثيرة للاهتمام حقًا».
منح موقع «ميتاكريتيك» الفيلم تقييماً مقداره 39% بناءاً على آراء 19 ناقداً سينمائياً.

## روابط خارجية
- مقالات تستعمل روابط فنية بلا صلة مع ويكي بيانات

https://www.imdb.com/title/tt5706370/ ثلاثة مسيح (فيلم)
https://letterboxd.com/film/three-christs/ ثلاثة مسيح (فيلم)
https://www.filmaffinity.com/us/film445864.html ثلاثة مسيح (فيلم)
https://www.allocine.fr/film/fichefilm_gen_cfilm=248425.html ثلاثة مسيح (فيلم)
https://www.blu-ray.com/movies/Three-Christs-Blu-ray/265670/ ثلاثة مسيح (فيلم)
https://www.tcm.com/tcmdb/title/2133527/the-three-christs-of-ypsilanti/#overview ثلاثة مسيح (فيلم)